# Гринцівська сільська рада
Гринці́вська сільська́ ра́да — колишній орган місцевого самоврядування в Лебединському районі Сумської області. Адміністративний центр — село Гринцеве.

## Загальні відомості
- Населення ради: 1 124 особи (станом на 2001 рік)

## Населені пункти
Сільській раді були підпорядковані населені пункти:
- с. Гринцеве
- с. Гамаліївка
- с. Дмитрівка
- с. Дружне
- с. Ключинівка
- с. Яснопілля
- с. Мирне
- с. Миронівщина
- с. Підсулля
- с. Протопопівщина

## Склад ради
Рада складалася з 16 депутатів та голови.
- Голова ради: Дикий Віктор Петрович

### Керівний склад попередніх скликань
| Прізвище, ім'я, по батькові | Основні відомості                                                             | Дата обрання | Дата звільнення |
| --------------------------- | ----------------------------------------------------------------------------- | ------------ | --------------- |
| Вакула Іван Васильович      | Сільський голова, 1949 року народження, безпартійний                          | 26.03.2006   | 27.04.2009      |
| Дикий Віктор Петрович       | Сільський голова, 1969 року народження, освіта вища, член партії Єдиний Центр | 02.08.2009   | 31.10.2010      |
| Дикий Віктор Петрович       | Сільський голова, 1969 року народження, освіта вища, безпартійний             | 31.10.2010   |                 |

Примітка: таблиця складена за даними сайту Верховної Ради України